# 台灣國際廣告資材暨LED應用展
台灣國際廣告資材暨LED應用展（簡稱）是在台灣台北市舉行的專業性會展，由中華民國廣告工程商業同業公會主辦，於2011年4月8日首度舉行，

## 會展源起
- 主要是以整合業界廣告工程及廣告資材於同一展示平台，以提升產業之深度及廣度為重要的主軸。

## 展覽歷史
第一屆（2011年4月8日）

## 外部連結
- （英文）（繁體中文）台灣國際廣告資材暨LED應用展入口網站 （页面存档备份，存于）